# Пали (Эна)
Пали́ (фр. Pasly) — коммуна во Франции, находится в регионе Пикардия. Департамент коммуны — Эна. Входит в состав кантона Суасон-1. Округ коммуны — Суасон.
Код INSEE коммуны — 02593.

## Население
Население коммуны на 2010 год составляло 1021 человек.
| 1962 | 1968 | 1975 | 1982 | 1990 | 1999 | 2010 |
| ---- | ---- | ---- | ---- | ---- | ---- | ---- |
| 319  | 558  | 902  | 1018 | 1119 | 1067 | 1021 |

## Экономика
В 2010 году среди 677 человек трудоспособного возраста (15—64 лет) 471 были экономически активными, 206 — неактивными (показатель активности — 69,6 %, в 1999 году было 67,1 %). Из 471 активной жителей работали 439 человек (231 мужчина и 208 женщин), безработных было 32 (15 мужчин и 17 женщин). Среди 206 неактивных 68 человек были учениками или студентами, 90 — пенсионерами, 48 были неактивными по другим причинам.